# 祝福之钟的音律与樱色之风共行
《祝福之钟的音律与樱色之风共行》是由于2012年10月26日发行的18禁恋爱冒险游戏。

## 故事简介
主人公堀田秀治和音乐家父亲堀田祐平相依为命，过着贫苦的生活。有一天，秀治的外祖父鳳源三出现了。说是要秀治来继承家业，并和他的表親麻里亚许下婚约。

婚约不是绝对的，但一年之内秀治必须找到合适的妻子，否则就要和麻里亚正式结婚。

## 登场人物
堀田秀治（声：无）
故事主人公。因为长期的贫困生活，养成了省吃俭用的习惯。温柔大方。略喜欢开玩笑。
凤麻里亞（声：五行薺）
凤家大小姐，是秀治的表姐妹。做事认真，以身为凤家之女为荣。因此很排斥突然成为未来家主的秀治。努力型的高才生，经常背着他人独自努力。
西九条奏音
双亲是著名音乐家。曾多次在各种大赛中优胜，钢琴拿手，前途无量。一年级生，常在音乐室練習钢琴。
北园纱夜（声：咲ゆたか）
知名政治家的孙女，三年级學姐。身材矮小，满面稚气。贫乳。对“小学生”这个词语很敏感。非常路痴，校内广播经常出现关于她的寻人启事。北園家与凤家的爷爷之间水火不容。
东云麗（声：櫻川未央）
秀治的同班女生。喜欢大幅修饰校服而被教师惩罚。对秀治一见钟情并黏住秀治不走。父亲是近期迅速崛起的金融公司的经理。
四谷隼人
秀治的同班同学。知名银行的公子。喜欢勾引女生，却实在无法让人讨厌他。
青野七歌（声：有栖川みや美）
凤家的女仆。为秀治服务。以女仆为荣，却经常出差错。性格十分活泼。

## 工作人员
- 原画：
- SD原画：
- 脚本：

## 主題曲
片頭曲「Panorama chime」
作詞：nika / 作曲・編曲：ユージ・ナイトー / 歌：μ(歌手)
片尾曲「桜色エンゲージ」
作詞：nika / 作曲・編曲：ユージ・ナイトー、山田屋カズ / 歌：μ(歌手)